# Tratado de Budapeste
O Tratado de Budapeste ou Tratado de Budapeste sobre o Reconhecimento Internacional do Depósito de Microorganismos para Efeitos do Procedimento em Matéria de Patentes é um tratado internacional que foi assinado em Budapeste, na Hungria, em 28 de abril de 1977. Entrou em vigor em 9 de agosto de 1980, e mais tarde foi alterado em 26 de setembro de 1980. O tratado é administrado pela Organização Mundial da Propriedade Intelectual.
O tratado de Budapeste soma atualmente 75 países signatários, já considerando a recente entrada em vigor do referido tratado em países como Chile (em 05 de agosto de 2011) e Marrocos (em 20 de Julho de 2011).
Este tratado reconhece o depósito de microorganismos para efeitos do procedimento em matéria de patentes. Os 75 Estados que participam deste tratado constituem uma União para o reconhecimento do depósito de microorganismos para efeitos do procedimento em matéria de patentes. Com a finalidade de atender à exigência legal de suficiência descritiva, patentes e pedidos de patente que utilizam microorganismos precisam revelar o seu objeto da invenção de forma clara e suficientemente completa de forma a possibilitar que um técnico versado no assunto reproduza a invenção em questão.
A partir desta necessidade de fornecer os microorganismos especificamente utilizados em uma invenção, foram criadas as autoridades internacionais de depósito (do inglês, IDA’s – International depositary Authority), que hoje já são 40 autoridades reconhecidas. Com a finalidade de facilitar e baratear os custos de um depósito de microorganismo, as IDA’s tornaram possível assegurar a suficiência descritiva do seu pedido de patente através de um único depósito, com a designação dos países de interesse comercial para o inventor.

## No Brasil
A partir de dezembro de 2010 o Centro brasileiro de materiais biológicos começou a ser construído em Xerém, na Baixada Fluminense com a finalidade de facilitar o depósito de microorganismos por pesquisadores nacionais da área de biotecnologia, que atualmente são obrigados a recorrer à IDA’s no exterior.
Por outro lado, considerando que o Brasil não é signatário do Tratado de Budapeste, o Centro brasileiro de materiais biológicos não será vantajoso para depositantes que tenham interesse em outros países além do Brasil, uma vez que um depósito efetuado aqui não produzirá efeitos no exterior e consequentemente o depositante terá que efetuar um novo depósito em uma IDA de um país signatário do tratado.
No Brasil, o requisito para a replicação da patente apresenta-se fundamentado no artigo 24 da Lei de Propriedade Industrial nº 9.279, de 1996
Em agosto de 2020, o governo brasileiro enviou mensagem ao Congresso Nacional para adesão do Brasil ao Tratado de Budapeste.

## Em Portugal
Portugal tornou-se signatário do tratado em Julho de 1997, tendo entrado em vigor em Outubro do mesmo ano.